# AZS AGH Kraków
AZS AGH Kraków (Klub Sportowy Akademickiego Związku Sportowego Akademii Górniczo-Hutniczej w Krakowie) ist ein Mehrsparten-Hochschulsportverein aus der polnischen Stadt Krakau. Besondere Erfolge erkämpfte sich der Verein im Badminton und im Volleyball.

## Geschichte
Der Verein wurde 1952 mit den Sektionen Basketball, Volleyball, Fußball und Boxen gegründet, bald danach folgten Rudern, Schach, Gymnastik und Schießen. Erste Erfolge erreichte man im Rudern, wo man polnischer Vizemeister wurde. Später wurden besondere Erfolge im Badminton und im Volleyball errungen. Am 12. und 13. Mai 2012 feierte der Verein sein 60-jähriges Jubiläum.